# ازدواج (اتصالات)
الازدواج في منظومة الاتصالات مصطلح يعبر عن مشتركين اثنين متصلين أو جهازين يمكنهما الاتصال ببعضهما في كلا الاتجاهين. يستعمل مصطلح مداولة عند وصف عملية الاتصال بين أكثر من مشتركين اثنين أو أكثر من جهازين.
للأنظمة المزدوجة تطبيقات عديدة في شبكات الاتصالات، إما للسماح بالاتصال بين طرفين أو لتوفير «مسار عكسي» للمراقبة والتحكم عن بعد بالجهاز الموجود في الحقل.
هناك أنظمة لا تحتاج لعملية الازدواج كما في البث الإذاعي والتلفزيوني، حيث تقوم محطة واحدة بعملية الإرسال، بينما تستمع باقي المحطات إليها، كذلك في بعض الأنظمة الصاروخية، حيث يراد توجيه عملية الإطلاق في البداية دون الحاجة لمعرفة أية معلومات متعلقة بالعملية من الصاروخ. هناك أيضاً مركبات فضائية مثل الأقمار الصناعية ومجسات الفضاء التي تكون قد فقدت القدرة على استقبال أي أوامر، إلًا أن باستطاعتها الاستمرار بإرسال إشارات راديوية عبر هوائياتها.

## الازدواج النصفي
هذا هو أحد تعريفين متناقضين تم إقراره في معيار الاتحاد الدولي للاتصالات، لتفاصيل أكثر طالع اتصال مبسط - Simplex communication.

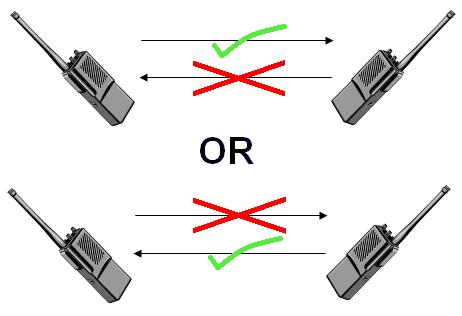
توضيح بسيط لنظام الاتصال المبسط.

يوفر نظام الازدواج النصفي عملية اتصال في كلا الجانبين، لكن بالسماح باتجاه واحد في وقت ما (غير لحظي، أي أن الاتجاه الآخر يتم في وقت آخر). عموماً، عندما يبدأ أحد الأطراف باستقبال إشارة ما، فإنه يبقى منتظراً حتى يتوقف المرسل عن عملية الإرسال، قبل الرد.
يعد جهاز ووكي توكي أو ادفع لتتكلم أحد أبرز الأمثلة على هذا النوع، فعملية الاتصال ممكنة بين الطرفين إلّا أنه في الوقت الذي يتحدث فيه أحدهما ينبغي للآخر الاستماع حتى الانتهاء بتحرير زر الاتصال وبالتالي يمكن للأخير ضغط زر الاتصال لبدء دوره وذلك لأن كلا الطرفين يبثاه عبر تردد واحد.

## ازدواج مكتمل
الازدواج الكامل بالإنجليزية (full duplex):  هي طريقة تسمح بالتواصل الاني أي في وقت واحد بين زوجين من المحطات.
و يجب ان  تكون طريقة الربط بين هذه المحطات باستخدام وسيطة (نقطة إلى نقطة) وهي وصلة اتصال مخصصة لربط عقدتين فقط في شبكات الاتصالات. مثل: كيبيل مزدوج مفتول والالياف الضوئية وذلك لتوفير مسارات مستقلة لارسال واستقبال  البيانات.
مع استخدام الازدواجية الكامل هfull duplex)   (تتمكن المحطتين من الإرسال والاستقبال في وقت واحد  الذي من خلاله يضاعف القدرة الاجمالية  علي وسيطة الربط.على سبيل المثال: عند استخدام الايثرنت السريع فردي الاتجاه باستخدام كيبل مزدوج مفتول تكون القيمة القصوى لعرض النطاق:  
(100Mbps)
 في حين عند استخدام ايثرنت الازدواج الكامل باستخدام الكيبل المزدوج المفتول المستخدم في الايثرنت السريع فردي الاتجاه تكون القيمة القصوى لعرض النطاق:(200 Mbps)
و هناك ميزة رئيسية أخرى للايثرنت الازدواج الكامل وهو ان الحد الاقصى لطول المقطع لم يعد مقيدا بمتطلبات التوقيت  في القناة المشتركة المستخدمة في الايثرنيت فردي الاتجاه.
ان الحدود الوحيدة هي تلك التي تحددها قدرة حاملات الاشارات في وسائط النقل وهي مفيدة بشكل خاص في قطاع الالياف الضوئية.

### العمليات المستخدمة في البث ازدواجي الاتجاه
العمليات المستخدمة في البث ازدواجي الاتجاه (operation on full-duplex Ethernet):
1)    يجب ان تستخدم وسائط النقل مسارات مستقلة لارسال واستقبل البيانات التي تعمل في وقت واحد ولتنفيذ هذا النظام يتم استخدام الكيبل المذدوج أو الالياف الضوئية.
2)     يوجد محطتان متصلتان تماما بوصلة ازدواجية الاتجاه (من نقطة إلى نقطة) ونظرا لعدم وجود مشكلة بشأن استخدام وسيط مشترك فان خوارزميات الوصول المتعدد (CSMA/CD (غير ضرورية.
3)    كلا المحطتان الموجودة على الشبكة المحلية يتم تكوينها لاستخدام ازدواجي الاتجاه full duplex وهذا يعني ان الواجهتين يجب ان تكون قادرة على الإرسال والاستقبال في وقت واحد.
الوضع الاصلي للايثرنت هو الازدواج النصفي half duplex بناءا على (CSMA/CD).
لتوفر عملية ازدواجية الاتجاه full duplex يجب ان تدعم كل من وحدة التحكم وجهاز الإرسال والاستقبال في كل محطة وان تكون مهيأة لعملية الازدواج الكامل  full duplex.
عند إرسال (frame) في وضع الازدواج الكامل، تقوم المحطة بتجاهل الموجه الحاملة، تبقى المحطة منتظرة لفترة الفجوة بين (frames) المدخلة بين ارسالات (frame) كواجهات الايثرنت لاحداث فجوة بين الاطارات (frames) المتتالية، ويتضمن توفير هذه الفجوة بقاء الواجهة في طرف كل وصلة  يمكن ان تتفق مع معدل الإطار (frame) الكامل للربط في وضع الازدواج الكامل.
تتجاهل المحطات في نهاية كل وصلة أي تصادم للكشف عن الاشارات التي تاتي من جهاز الإرسال والاستقبال. 
لا تستخدم خوارزميات الوصول المتعدد (CSMA/CD) المستخدمة في الايثرنيت فردي الاتجاه في  ايثرنيت الازدواج الكامل full duplexو اذ تقوم المحطات الموجودة في الاتجاه الكامل بالإرسال في أي وقت تشاء وتقوم بتجاهل الموجة الحاملة (cs). 

### تأثير العمليات المستخدمة في البث المزدوج
في حين أن عملية الازدواج الكامل لديها القدرة على مضاعفة عرض النطاق الترددي لقطر وصلة البث فإنه عادة لن يؤدي إلى زيادة كبيرة في الأداء على الوصلة التي تتصل بجهاز الكمبيوتر الخاص بالمستخدم، وذلك لأن معظم  بروتوكولات الشبكة مصممة لإرسال البيانات ثم انتظار اشعار الاستلام، وهذا يؤدي إلى أنماط بيانات غير متماثلة، والتي يتم إرسال معظم البيانات في اتجاه واحد، وكميات صغرى من البيانات (في شكل اشعار الاستلام (acknowledgment)) تعود في الاتجاه الآخر.
ومن ناحية أخرى، فإن الوصلات مزدوجة الاتجاه بين محاور التحويل في النظام الأساسي للشبكة ستحمل عادة محادثات متعددة بين العديد من الحواسيب، ولذلك، فإن حركة المرور الإجمالية على القنوات الاساسية للشبكة  تكون أكثر مماثلة، ان كل من قنوات الإرسال والاستقبال  ترى تقريبا نفس الكمية من حركة المرور. ولهذا السبب، ينظر عادة إلى أكبر فائدة لزيادة عرض النطاق الترددي للايثرنت المزدوج في الوصلات الأساسية للشبكة. 

### لماذا الازدواج المكتمل في الايثرنت أسرع بشكل كبير في النقل
إن النقل في الازدواج المكتمل تصل سرعته إلى ضعف سرعة النقل في النصف مزدوج؟ لماذا؟ النقطة الحقيقية من هذا السؤال هو أن النقل في النصف مزدوج أبطأ بكثير من نقل في الازدواج المكتمل.

### النصف مزدوج
منفذ الإيثرنيت في النصف مزدوج يجب أن يقوم بالكشف عن الاصطدام الذي يحدث في وسط أو محيط البث. حيث يقوم بعملية صغيرة في برنامج تشغيل الشبكة (network driver) يتحقق من أن الوسط (المحيط) حر أي متفرغ وليس مشغول قبل الإرسال وبالتالي يتم إضافة وقت قصير للتأخير. يجب على ناقل الحركة ((driverأيضا أن يقوم بمراقبة التصادم، وإذا حدث تصادم، فيجب أن يتم الاستغناء عن الفاصل العشوائي الذي يقع قبل التحقق من إمكانية التوافر وإعادة إرسال الإطار.

### الازدواج المكتمل
في منفذ الازدواج المكتمل لا داعي إلى التحقق من وجود تصادمات، ويتم إرسال الإطار بشكل مباشر وفوري. وليس هنالك حاجة للتحقق من الاصطدام (وبالتالي يوجد فائدة ثانوية على ناقل الحركة (driver) وأداء وحدة المعالجة المركزية). يمكن لناقل الحركة (driver) أن يقوم بإرسال أو نقل الإطار فورا دون أي تأخير.

### إشعارات الاستلام، التصادم ووحدة المعالجة المركزية
من السهل أن ننسى أن نقل البيانات هو عملية ذات اتجاهين. تأمل في نقل ملف كبير حيث أن معظم البيانات تتدفق في اتجاه واحد. يقوم بروتوكول التحكم في الإرسال وبروتوكول الإنترنت TCP/IP بإرسال الإشعارات بشكل منظم، وتعاد هذه الأطر إلى المرسل. ومن المؤكد أن بعض هذه الإشعارات سوف تصطدم وتتسبب في تأخير الإرسال.أي اصطدام في الإيثرنت سوف يتسبب بوقف الإرسال أو تأخيره، وسيتم استهلاك وحدة المعالجة المركزية لإدارة المخازن المؤقتة (buffers)  / طوابير (queues) وتحديد ما إذا كان يمكن إعادة إرسال الحزمة.
النقل في الازدواج المكتمل كل اتجاه له عرض نطاق ترددي (bandwidth) محدد  وبالتالي الاصطدام لا يمكن أن يحدث. وهذا يلغي التأخير وإعادة الإرسال التي تحدث في الوسط (المحيط) المشترك.

### الفرق بين الازدواج الكامل وبين نصف الازدواج
الآن مجموعة وافية من الفروقات بين الازدواج الكامل والازدواج النصفي 
الازدواج النصفي (يعتمد على طريقة تكشف عملية التصادمات اثناء عملية الانتقال من الجهاز المرسل للجهاز المستقبل الموجودة في الكيبلات في الشبكة المحلية وهي وسيلة موجودة في الايثرنت وهي 
) تقوم هذه الطريقة على كشف حالات التصادم ومعالجتها)CSMA\CD)
```
الازدواج الكامل (في عملية اللازدواج الكامل يتم استخدام خطوط مختلفة عن طريق استخدام كيبل مزدوج
```

ملتوي اثناء عملية الانتقال من الجهاز المرسل للجهاز المستقبل والعكس صحيح طبعا بالتالي لا تحدث عملية تصادم ولا نقوم ب استخدام طريقة التي قمنا بالستخدامها في عملية الازدواج النصفي وهي 
CSMA\CD
(يعمل الازدواج النصفي في إثرنت بنطاق التصادم المشترك كما أن لديها انخفاض في الانتاجية الفعالة)
ويشير نصف الازدواج half-duplex إلى أنه في أي وقت من عملية الاتصال، يمكن نقل البيانات ليس فقط من نقطة A إلى نقطة B، ولكن أيضا من نقطة B إلى نقطة A، ولكن لا يمكن أن يمكنها الإرسال إلا في اتجاه واحد فقط.لذلك سوف يحدث تأخير لعملية نقل البيانات في وضع نصف الازدواج أو full-duplex .
وهناك مثال جيد لفكرة نصف الازدواج وهو جسر أحادي السطح الذي يسمح لشخص واحد لعبور هذا الجسر في كل نهاية، ولكن فقط في اتجاه واحد في وقت واحد فقط.
كما ذكرنا في السابق ف ان الطريقة التي يتم استخدامها في الايثرنت للكشف عن عملية التصادم في عملية الازدواج النصفي أو half-duplex هي CSMA\CD
نبذة عن ال CSMA\CD
يستخدم للتحكم في الوصول إلى وسيط إيثرنيت المشترك. قد تستخدم الشبكة التي تم تبديلها (مثل إيثرنيت السريع) وضع الازدواج الكامل Full-duplex الذي يتيح الوصول إلى سرعة الوصلة الكاملة عند استخدامها بين NICs ذات الصلة مباشرة أو التبديل إلى كيبلات NICs أو تبديل التبديل switch toاو switch إلى الكابلات.
ويمكن أن توفر الإيثرنت الازدواج الكامل أو Full-duplex إنتاجية أعلى مما يمكن للإيثرنت نصف المزدوج half-duplex مع نفس عرض النطاق التردديBW .
وضع الازدواج الكامل Full-duplex: عند إرسال البيانات وتلقي تيار الانقسام، حيث يتم النقل من خلال اثنين من خطوط النقل مختلفة، على حد سواء حيث ان جهات الاتصال تكون قادرة على إلارسال 
والاستقبال في نفس الوقت، ويسمى هذا النوع من الإرسال كامل الوجهين أي الازدواج الكامل
```
Full-duplex
```

طريقة نصف الازدواج أو half-duplex: إذا تم استخدام خط إرسال واحد لإرسال واستقبال على حد سواء، على الرغم من أن البيانات يمكن أن تنتقل في اتجاهين، ولكن لا يمكن للجانبين في نفس الوقت إرسال واستقبال البيانات، هذا النوع من الإرسال يسمى نصف المزدوجة أو half-duplex.
ملاحظة:
```
: CSMA\CD يستخدم للكشف عن وجود بروتوكول الصراع في الايثرنيت نصف المزدوجة
```

half-duplex. 
```
سوف يتم استخدم في وضع الازدواج الكامل أو Full-duplex رابطين للتمييز بين إرسال واستقبال الإجراء، وبالتالي تجنب مجال الصراع أو التصادمات.
```

لاستخدام الازدواج الكامل Full - duplex، تكون المتطلبات التالية مطلوبة:
1. وصلة P2P، أو نقطة إلى نقطة في عملية اتصال.
2. كلا العقدين أو الاجهزة اينما كانت تدعم عملية الازدواج الكامل.
3. الكشف عن الصراع CSMA\CD
استبدال مركز مع مفتاح يؤثر سلوك CSMA\CD في شبكة إيثرنت من خلال القضاء على الاصطدامات بشكل فعال.
إذا كانت جميع قطاعات الشبكة في إيثرنيت في وضع الاتصال مع التكرار أي الاسبتال اثناء الرجوع، لأنها لا يمكن تجنب الصراع أو التصادمات، حيث انها لا تزال في نفس مجال الصراع المفاتيح يمكن استخدامها حيث انها تمنع بشكل فعال عملة التصادمات أو الصراع، ولكن ليس HUP أي القفزات. لأنه في عملية التبديل يمكن اختيار الطريق باستخدام العنوان الفعلي، كل من المنفذ هو مجال الصراع. ولكن ال HUP ليس لديها مثل هذه القدرة، وسوف ترسل فقط من البيانات الواردة من خلال البث، والتي سوف تسبب بسهولة البث العاصفة. جميع موانئها في مجال نزاع واحد.

### ايجابيات وسلبيات
عند إعداد معدات الشبكة، لديك خيار بين نصف الازدواج (half duplex) والازدواج الكامل (full duplex). 
يستخدم نصف الازدواج (half duplex) لإرسال واستقبال البيانات، لكن يتم إرسال واستقبال البيانات في أوقات مختلفة، ومن ناحية أخرى، يمكننا الازدواج الكامل (full duplex) من إرسال واستقبال البيانات في وقت واحد. إن تحديد البنية التحتية للشبكة مناسبا لك يعني النظر إلى عدد من العوامل المختلفة، من معدات الشبكة إلى احتياجات المستخدمين النهائيين.
-	السرعة:
السرعة هي ميزة ايجابية من ميزات الازدواج الكامل (full duplex), فعند تعيين جهاز في 
نصف الازدواج ((half duplexيمكن إرسال واستقبال البيانات ولكن ليس في نفس الوقت .على العكس من استخدام الازدواج الكامل (full duplex)الذي يمكننا من إرسال واستقبال البيانات في نفس الوقت مما يضاعف من عرض الحزمة.. فمثلاً إن كان معدل النقل يعادل 100Mbps وكانت التقنية المستخدمة هي الازدواج الكامل Full Duplex فهذا يعني أن سرعة النقل المجملة أصبحت تعادل 200Mbps..
وهذا يمكن أن يؤدي إلى سرعة إنتاجية أسرع، وعدد أقل من اختناقات الشبكة وزيادة ملحوظة في أداء الشبكة.
-	بيئة متجانسة:
يمكن أن يكون من الأسهل بكثير لمسؤولي الشبكة للعمل مع بيئة متجانسة واحدة. إن استكشاف الأخطاء وإصلاحها أسهل عندما يتم ضبط كل قطعة من معدات الشبكة، من الخوادم والمفاتيح والمحاور في غرفة البيانات على الأجهزة الطرفية وأجهزة الكمبيوتر الموجودة على الأرض، في الازدواج الكامل full duplex. عند حدوث مشكلة، يمكن لموظفي الشبكة تشغيل التقارير لتحديد عملاء المشكلة وإجراء التغييرات اللازمة لإعادتهم عبر الإنترنت.
-	التوافق:
ليس كل معدات الشبكة تدعم إعداد الازدواج الكامل (full duplex). لا تدعم العديد من أجهزة التوجيه والمفاتيح والمحولات وشبكات الشبكة القديمة، لذا يحتاج مشرفو الشبكة إلى فحص جميع معداتهم بعناية قبل المضي قدما في بيئة أل full duplex. مرة واحدة يتم نقل الشبكة إلى الازدواج الكامل (full duplex)، أي الأجهزة التي لا تدعم الازدواج الكاملfull duplex لتكون قادرة على الاتصال. ويمكن أن تكون تكلفة استبدال تلك المعدات القديمة عالية جدا، وينبغي أن تؤدي هذه النفقات دورا في أي قرار لرفع مستوى الشبكة.
-	الاستقرارية:
قد تجد أن لديك عملاء شبكة قادرة على الازدواج الكامل ((full duplex، حتى إذا لم تكن البنية الأساسية للشبكة الأساسية. إذا كان هذا هو الحال، قد يؤدي تبديل عميل الشبكة إلى وضع الازدواج الكامل (full duplex) إلى عدم الاستقرار عبر شبكة المنطقة المحلية أو الواسعة. قد يكون من الصعب أحيانا على مسؤولي الشبكة تشخيص هذه الأنواع من القضايا، حيث يمكن أن تكون متفرقة، تحدث فقط عندما يقوم طرف المشكلة بإرسال أو استقبال البيانات.
-	يجب علينا التأكد من أن أجهزتنا تدعم الازدواج الكامل (full duplex).

#### وصف عملية الازدواج الكامل
ويحدد الوضع الاختياري full-duplex  في الملحق 802.3x  للمعيار الذي يصف رسميا الأساليب المستخدمة لعملية full-duplex . وتمت الموافقة على هذا الملحق ليتم اعتماده في المعيار IEEE 802.3X  في آذار / مارس 1997. ويصف الملحق 802.3x أيضا مجموعة اختيارية من الآليات المستخدمة للتحكم في التدفق على وصلات full-duplex  . تسمى الآليات المستخدمة لتأسيس التحكم في التدفق  MAC Control and PAUSE. أولا سوف نصف كيف يعمل وضع full-duplex، وبعد ذلك سوف نعرض كيف يمكن استخدام آليات التحكم MAC و PAUSE لتوفير التحكم في التدفق على وصلة  full-duplex.  تكوين عمليه ال  full-duplex: من الضروري ان يكون كلا الطرفين في وضعيه ال full-duplex , لضمان اتصال صحيح وبدون
اخطاء ينصح ب استخدام Ethernet Auto-Negotiation لتكوين وضع ال full-duplex تلقائيا.
ومع ذلك، قد لا يكون استخدام Auto-Negotiation لتكوين عملية full-duplex بسيطة كما يبدو. لشيء واحد، دعم Auto-Negotiation  هو اختياري لمعظم أنظمة الوسائط إيثرنت، وفي هذه الحالة ليس مطلوبا البائع لتوفير القدرة على التفاوض التلقائي. وعلاوة على ذلك، تم تطوير Auto-Negotiation  أصلا للأجهزة إيثرنت الملتوية زوج فقط، وبالتالي فإنه غير معتمد على جميع أنواع الوسائط إيثرنت. أنظمة الوسائط البصرية 10 ميغابت في الثانية و 100 ميغابت في الثانية لا تدعم معيار التفاوض التلقائي، في حين أن أنظمة الألياف البصرية جيجابت إيثرنت لديها نظام التكوين التلقائي الخاصة بها. لذلك، قد تجد أن لديك لتكوين الدعم الكامل على الوجهين يدويا على المحطة في كل نهاية من الارتباط.
على الرابط الذي تمت تهيئته يدويا، من الضروري أن يكون طرفي الوصلة مهيئين بشكل صحيح لعملية  full-duplex. وإذا كان طرف واحد فقط من الوصلة في وضع full-duplex، والآخر في وضع half duplex ،
فستفقد النهاية نصف المزدوجة بسبب أخطاء، مثل التصادمات المتأخرة. وستظل البيانات تتدفق عبر الوصلة، ولكن نظرا لأن نهاية full-duplex   سترسل البيانات كلما أرادت ذلك، فإنها لن تمتثل لقواعد CSMA/CD نفسها كطرف نصف مزدوج. ونظرا لأن الارتباط الذي تمت تهيئته بشكل خاطئ سيظل يدعم تدفق البيانات (على الرغم من الأخطاء)، فمن المحتمل ألا يتم اكتشاف هذه المشكلة على الفور. لذلك، تحتاج إلى أن تكون على علم بأن هذا الشرط يمكن أن يحدث، وجعل متأكد تماما أن كلا طرفي تكوين يدويا يتم تعيين لنفس الوضع من العملية.
في كل طرف من الاتصال، يجب عليك أيضا التأكد من أن كل من واجهة إيثرنيت وجهاز الإرسال والاستقبال يتم تكوينها لعملية  full-duplex. ويمكن أن يكون ذلك صعبا في بعض الحالات، حيث أن واجهة وحدة المرفقات البالغة 10 ميغابت في الثانية (AUI) المستخدمة بين واجهة إيثرنت وجهاز الإرسال والاستقبال الخارجي صممت قبل وضع الازدواج الكامل ولا تدعم التكوين التلقائي المزدوج الازدواج.
ولهذا السبب، يوصي المعيار باستخدام واجهات إيثرنت 10 ميجابت في الثانية فقط مع أجهزة الإرسال والاستقبال المدمجة في الشرائح الكاملة الازدواج. وذلك لأن موصل 15-pin AUI  المستخدمة للاتصال أجهزة الإرسال والاستقبال الخارجية لا توفر أي وسيلة لواجهة إيثرنت في محطة لاكتشاف قدرات جهاز الإرسال والاستقبال الخارجي ولضبط وضع جهاز الإرسال والاستقبال بشكل صحيح. ونتيجة لذلك، عند استخدام جهاز الإرسال والاستقبال الخارجي مع اتصال 15-pin AUI  ، هل يمكن أن ينتهي مع جهاز الإرسال والاستقبال في وضع نصف مزدوج متصلا واجهة في وضع الازدواج الكامل. ومن ناحية أخرى، تتيح الواجهة المتوسطة المتوسطة الجديدة (MII) المكونة من 40-pin  ، والتي تدعم كلا من أنظمة إيثرنت 10 و 100 ميغابت في الثانية، إمكانية الكشف عن الوضع التشغيلي لجهاز الإرسال والاستقبال الخارجي وتعيينه.
إذا تم استخدام جهاز الإرسال والاستقبال الخارجي، فمن الضروري أن طريقة تشغيل واجهة إيثرنت والاستقبال في مباراة محطة معينة. يمكن أن تكون هناك مشاكل إذا تم توصيل واجهة إيثرنيت في وضع full-duplex
إلى جهاز الإرسال والاستقبال في وضع half duplex   ، أو إذا لم تكن واجهات المحطة في نفس الوضع.
تشغيل full-duplex  ويجب تلبية المتطلبات التالية، كما هو مبين في المعيار802.3x، من أجل عملية full-duplex : ويجب أن يكون لنظام الوسائط مسارات بيانات مستقلة للإرسال والاستقبال يمكن أن تعمل في نفس الوقت. وعادة ما توجد مسارات البيانات هذه على الوصلات الملتوية بين الزوجين والألياف البصرية.
وهناك محطتان متصلتان تماما بوصلة ثنائية الاتجاه من نقطة إلى نقطة. ونظرا لعدم وجود خلاف بشأن استخدام وسيط مشترك، فإن خوارزميات الوصول المتعدد (بمعنى «ناقل الحركة مع الوصول المتعدد والكشف عن التصادم» أو " CSMA/CD ") غير ضرورية.
كل من المحطات على الشبكة المحلية قادرة على، وقد تم تكوينها لاستخدام، وضع full-duplex   للعملية. ويعني ذلك أن كلا من واجهات الإيثرنت يجب أن تكون قادرة على إرسال واستقبال الإطارات في نفس الوقت.
الوضع الأصلي لعملية إيثرنيت هو half duplex  ، على أساس CSMA/CD. ويرد وصف مفصل لتشغيل CSMA/CD. وفي أسلوب التشغيل half duplex  المستندة إلى CSMA/CD ، لا يمكن إلا لمحطة واحدة أن ترسل في أي وقت من الأوقات؛ يجب أن تؤجل المحطات الأخرى حتى يكتمل الإرسال.

### الخلاصة
سيكون منفذ الإيثرنيت في النصف مزدوج أبطأ من الازدواج المكتمل بشكل ملحوظ .وهذا مثال جيد لتوضيح الفرق بين عرض النطاق الترددي bandwidth)) والسرعة. السرعة 100Mbps سرعة اتصال الازدواج المكتمل لا تزال 100Mbps، ولكن [(slider title) وهو «الحد الأقصى لعرض النطاق الترددي bandwidth)) حوالي 60 ميغابت في الثانية»] من الصعب إعطاء الأرقام الدقيقة ولكن تقريبا سيكون أقل من 70Mbps، وقد تختلف وفقا للتطبيق أو الاستعمال. في النصف مزدوج يكون أداء الإطارات الصغيرة جيد والإطارات الكبيرة أبطأ. وفي كلتا الحالتين لن تكون قادرا على نقل الكثير من البيانات كما في الازدواج المكتمل.
يجب عليك دائما تذكر الفرق عند تصميم شبكات عالية الأداء

## محاكاة الازدواج المكتمل في وسائط فيزيائية متشاركة

### ازدواج تقسيم زمني
يعد الازدواج بالتقسيم الزمني أحد تطبيقات المداولة بالتقسيم الزمني لفصل الإشارات الخارجة والداخلة. 
من أمثلة هذا النوع:
- النظام العالمي للاتصالات المتنقلة (للاستعمال الداخلي)
- النظام العالمي للاتصالات المتنقلة
- النظام العالمي للاتصالات المتنقلة
- الاتصالات اللاسلكية الرقمية المحسنة
- IEEE 802.16 وايماكس

### ازدواج تقسيم ترددي
يعنى بازدواج التقسيم الترددي أن الأطراف تعمل على حوامل ترددية مختلفة. ففي الوقت الذي يكون أحد الأطراف مرسلاً عبر حامل ترددي ما فإن الطرف الآخر يستقبل عبر هذا الحامل الترددي والعكس بالعكس حيث يرسل الآخر عبر حامل تردد مختلف يستقبله الأول.
أمثلة ذلك:
- خط اشتراك رقمي غير متماثل وخط المشترك الرقمي عالي السرعة
- CoaXPress
- غالبية الأنظمة الخليوية، بما فيها أنظمة النظام العالمي للاتصالات المتنقلة/النظام العالمي للاتصالات المتنقلة وسي دي إم أيه 2000.
- IEEE 802.16 وايماكس

### إلغاء الصدى
إلغاء الصدى يمكن أيضاُ أن يحتوي على اتصالات ذات ازدواج كامل عبر بعض الوسائط المتشاركة. في هذا النوع ترسل الأجهزة وتستقبل عبر نفس الوسط وفي نفس الوقت. تعد عملية إلغاء الصدى نواة معايير المودمات V.32, V.34, V.56, وV.90.

## أمثلة
- شبكات الهاتف
- شبكات الهاتف النقال